# Kung Kåres hög
Kung Kåres hög eller Kårebyhög är en gravhög i Bolstads socken i Dalsland. Högen är 24 meter i diameter och 2 meter hög och räknas till Dalslands storhögar från järnåldern. Tätt intill graven ligger ännu en hög, drottninghögen, där den mytiske kung Kåres drottning skall ligga begravd, den är dock kraftigt överplöjd. Högen har i alla tider varit ett populärt utflyktsmål bland ortens folk och ett tag eldades påskeldar på gravhögen, som dock har skadat graven på vissa ställen. På 1940-talet hade träden på högen växt upp vilket medförde att den syntes vida omkring i landskapet, men då trädrötterna kunde skada graven sågades de ner vintern 1969. I kringliggande åkrar har man hittat åtskilliga vapen av järn och det fanns en tradition om att ett fältslag skulle ha stått vid Kårebyn.  

## Traditionerna kring kung Kåre
Högen är döpt efter den mytiske konungen Kåre som skall ha rått landområden i trakten. Han sägs ha varit så fruktansvärt grym och velat se ett huvud avhugget varenda dag. Till slut gick dock bygdens folk emot honom och dräpte honom samt hans män, "det rann blod i Lillåna den dagen". År 1898 publicerade Elfsborgs läns annonsblad ett reportage om ättehögen i Kårebyn. I artikeln berättas att en Bolstadsbo mindes delar av en visa om Kårebyhög som sjöngs i hans barndom. Den löd: Kung Kåre ligger i Kåreby hög, han tar ett hår vart hundrade år. Han sade: det lider, det lider. Bolstadsborna kunde vidare berätta att kung Kåre hade begått ett rysligt brott och dömts till att ligga i ”ättehög” i en älghud, från vilken han fick plocka ett hårstrå vart hundrade år. När älghuden är fri från hår har kung Kåre sonat sitt brott. I gärdena mellan kung Kåres hög och Dalaborg trodde bygdens folk sig ha hittat stenar efter en väg. Denna omständighet medförde att man trodde att ”fylkeskonungar som bott på Dalaborg” skulle vara begravda i Kårebyhög. Dalaborg uppfördes dock på 1300-talet.

## Källor

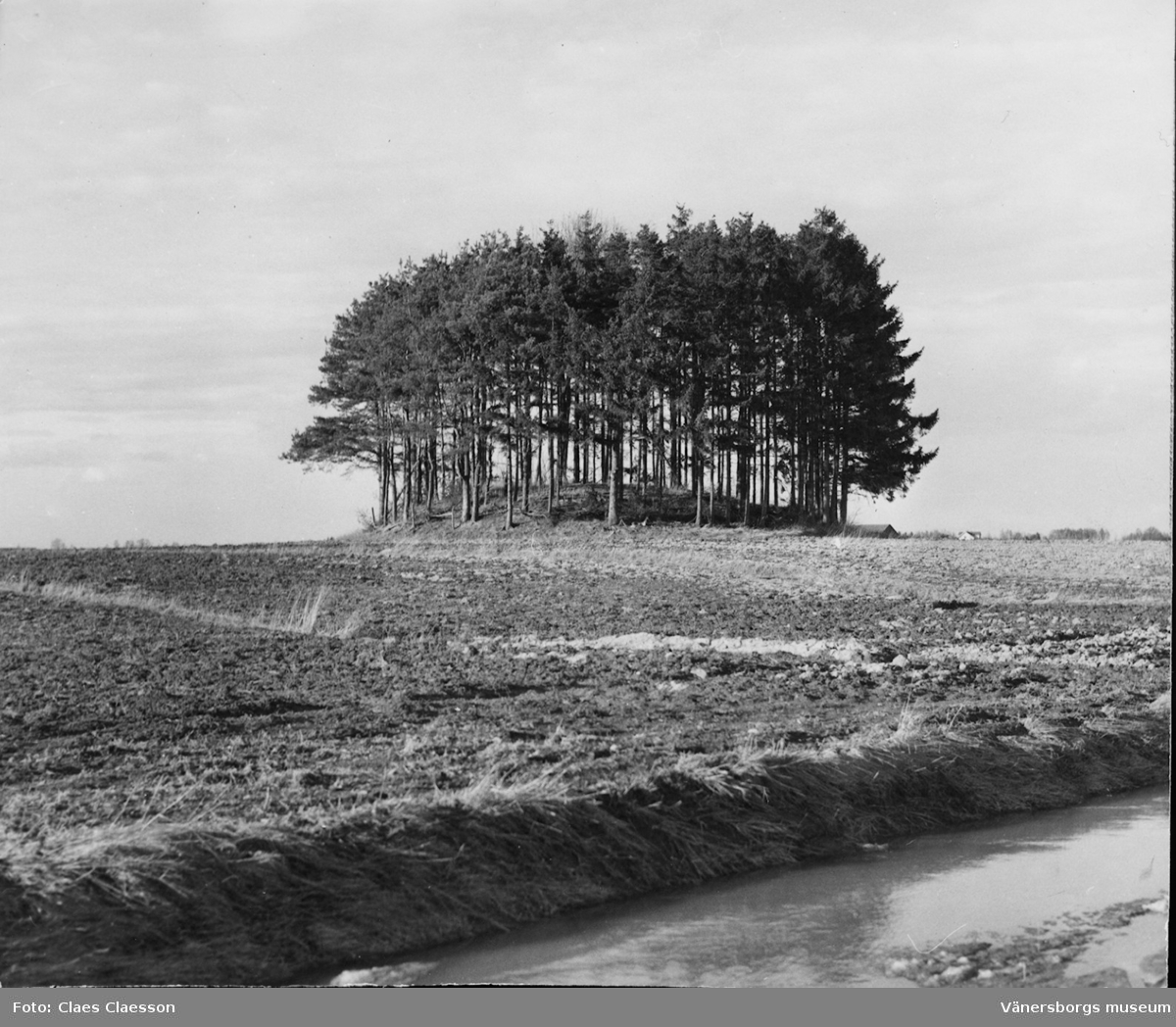
Gravhögen år 1956